# Alternaria cucumerina
Alternaria cucumerina (Ellis & Everh.) J.A. Elliott – gatunek grzybów z klasy Dothideomycetes. Grzyb mikroskopijny, wśród roślin uprawnych w Polsce powodujący chorobę alternarioza dyniowatych.

## Systematyka i nazewnictwo
Pozycja w klasyfikacji według Index Fungorum: Alternaria, Pleosporaceae, Pleosporales, Pleosporomycetidae, Dothideomycetes, Pezizomycotina, Ascomycota, Fungi.
Po raz pierwszy opisali go w 1895 r. Job Bicknell Ellis i Benjamin Matlack Everhart, nadając mu nazwę Macrosporium cucumerinum. Obecną, uznaną przez Index Fungorum nazwę nadał mu John Asbury Elliot w 1917 r.
Synonimy:
- Alternaria brassicae f. nigrescens Peglion 1892
- Alternaria brassicae var. nigrescens (Peglion) Sacc. & Traverso 1910
- Alternaria cucumerina var. cyamopsidis (Rangaswami & A.V. Rao) E.G. Simmon 1966
- Alternaria cyamopsidis Rangaswami & A.V. Rao 1957
- Alternaria nigrescens (Peglion) Neerg. 1945
- Macrosporium cucumerinum Ellis & Everh. 1895[3].

## Morfologia
W hodowli na świetle kolonia zarodnikuje bardzo dobrze. Na obszarze bez światła wełnista grzybnia powietrzna składa się z rozgałęzionych strzępek, z których wszystkie mają konidia na końcach. Większość konidioforów prosta, czasami rozgałęzione, gdy wynurzają się z powierzchni agaru, zwykle o wymiarach 100-200 × 5-6 µm, tylko rzadko z kolankowatym wyrostkiem konidiogennym. Młode konidia wąskie, jajowate, około 30-35 × 7-12 µm, z 3-4 poprzecznymi przegrodami. Komórka wierzchołkowa konidium tępo stożkowa i pozostaje taka, gdy konidium powiększa się i dojrzewa. Na agarze V-8 konidia są produkowane w ogromnych ilościach. Większość z nich pozostaje samotna i w określonych tu warunkach nie wytwarza wąskiego dzióbka. Jednak wiele innych w tej samej populacji generuje nitkowaty dziób z wierzchołkowej komórki stożkowej. Łańcuchy dwóch konidiów są obfite, w tym 1-2 komórkowy wtórny konidiofor może być wytwarzany na końcu nitkowatego dzioba o dowolnej długości, zarówno 15-30 µm, jak 250 µm. Czasami z dzióbka wytwarzany jest wtórny konidiofor.
Dojrzałe konidia są długie elipsoidalne, z zaokrągloną lub zwężoną komórką podstawową i stożkowym wierzchołkiem. Jest on długi wąsko-jajowaty, o największej szerokości powyżej połowy. Większość konidiów zachowuje tę morfologię w miarę starzenia się kolonii; oznacza to, że nie rozwijają stopniowo dziobków po osiągnięciu dojrzałych rozmiarów, przegród i koloru. Co charakterystyczne jednak, wiele konidiów wytwarza długi, nitkowaty dziobek, który utrzymuje szerokość 1,5-2,5 µm na całej swojej długości. Dziobek nie rozgałęzia się, z wyjątkiem rzadko wytwarzanych konidioforów bocznych. W hodowli tworzenie dziobów jest szczególnie widoczne na zarodnikach, które powstają w ciągu 24 godzin na pionowej powierzchni wyciętej w podłożu agarowym.
Konidium zwykle dojrzewa w zakresie wielkości 75-110 × 17-25 µm. Nitkowaty dziobek zwykle pozostaje krótki lub umiarkowanie długi, o długości około 60-160 µm, chociaż często występują inne osiągające długość do 250-300+ µm. Dojrzałe konidia mają do 8-12 przegród poprzecznych i 1-2 dłuższe przegrody w 5-8 segmentach poprzecznych. Wszystkie przegrody są początkowo disstoseptą, eusepty są powstają stopniowo. Konidia są żółto-brązowe ciemniejące do średnio brązowego z poprzeczną euseptą w jeszcze ciemniejszym kolorze. Zewnętrzna ściana jest gładka do wyraźnie brodawkowatej.